# Emil Lőrincz
Emil Lőrincz (Budapest, 29 settembre 1965) è un ex calciatore ungherese, di ruolo difensore.

## Caratteristiche tecniche
Libero di ruolo, può giocare come difensore centrale o come terzino sinistro.

## Carriera

### Nazionale
L'11 aprile 1990 esordisce in nazionale contro l'Austria (3-0). Il 29 maggio 1993 gioca il suo primo match da capitano contro l'Irlanda (2-4). Scende in campo altre due volte con la fascia di capitano tra il 1993 e il 1995.
Il 30 aprile 1997, dopo più di due anni durante i quali non gioca più con la Nazionale ungherese, il difensore è convocato nuovamente per un incontro internazionale, contro la Svizzera (1-0). Nello stesso anno torna a giocare con la fascia di capitano sul braccio e il 29 ottobre 1997 scende in campo per la quinta volta da capitano nella sua ultima partita internazionale, contro la Jugoslavia (1-7). Totalizza 37 presenze e 3 reti con l'Ungheria.

## Statistiche

### Cronologia presenze e reti in nazionale
| Cronologia completa delle presenze e delle reti in nazionale ― Ungheria | Cronologia completa delle presenze e delle reti in nazionale ― Ungheria | Cronologia completa delle presenze e delle reti in nazionale ― Ungheria | Cronologia completa delle presenze e delle reti in nazionale ― Ungheria | Cronologia completa delle presenze e delle reti in nazionale ― Ungheria | Cronologia completa delle presenze e delle reti in nazionale ― Ungheria | Cronologia completa delle presenze e delle reti in nazionale ― Ungheria | Cronologia completa delle presenze e delle reti in nazionale ― Ungheria |
| Data                                                                    | Città                                                                   | In casa                                                                 | Risultato                                                               | Ospiti                                                                  | Competizione                                                            | Reti                                                                    | Note                                                                    |
| ----------------------------------------------------------------------- | ----------------------------------------------------------------------- | ----------------------------------------------------------------------- | ----------------------------------------------------------------------- | ----------------------------------------------------------------------- | ----------------------------------------------------------------------- | ----------------------------------------------------------------------- | ----------------------------------------------------------------------- |
| 11-4-1990                                                               | Salisburgo                                                              | Austria                                                                 | 3 – 0                                                                   | Ungheria                                                                | Amichevole                                                              | -                                                                       | 85’                                                                     |
| 10-10-1990                                                              | Bergen                                                                  | Norvegia                                                                | 0 – 0                                                                   | Ungheria                                                                | Qual. Euro 1992                                                         | -                                                                       |                                                                         |
| 17-10-1990                                                              | Budapest                                                                | Ungheria                                                                | 1 – 1                                                                   | Italia                                                                  | Qual. Euro 1992                                                         | -                                                                       |                                                                         |
| 31-10-1990                                                              | Budapest                                                                | Ungheria                                                                | 4 – 2                                                                   | Cipro                                                                   | Qual. Euro 1992                                                         | 1                                                                       |                                                                         |
| 27-3-1991                                                               | Santander                                                               | Spagna                                                                  | 2 – 4                                                                   | Ungheria                                                                | Amichevole                                                              | 2                                                                       |                                                                         |
| 3-4-1991                                                                | Limassol                                                                | Cipro                                                                   | 0 – 2                                                                   | Ungheria                                                                | Qual. Euro 1992                                                         | -                                                                       |                                                                         |
| 17-4-1991                                                               | Budapest                                                                | Ungheria                                                                | 0 – 1                                                                   | Unione Sovietica                                                        | Qual. Euro 1992                                                         | -                                                                       |                                                                         |
| 1-5-1991                                                                | Salerno                                                                 | Italia                                                                  | 3 – 1                                                                   | Ungheria                                                                | Qual. Euro 1992                                                         | -                                                                       |                                                                         |
| 11-9-1991                                                               | Győr                                                                    | Ungheria                                                                | 1 – 2                                                                   | Irlanda                                                                 | Amichevole                                                              | -                                                                       | 75’                                                                     |
| 25-9-1991                                                               | Mosca                                                                   | Unione Sovietica                                                        | 2 – 2                                                                   | Ungheria                                                                | Qual. Euro 1992                                                         | -                                                                       |                                                                         |
| 9-10-1991                                                               | Székesfehérvár                                                          | Ungheria                                                                | 0 – 2                                                                   | Belgio                                                                  | Amichevole                                                              | -                                                                       | 65’                                                                     |
| 30-10-1991                                                              | Szombathely                                                             | Ungheria                                                                | 0 – 0                                                                   | Norvegia                                                                | Qual. Euro 1992                                                         | -                                                                       |                                                                         |
| 25-3-1992                                                               | Budapest                                                                | Ungheria                                                                | 2 – 1                                                                   | Austria                                                                 | Amichevole                                                              | -                                                                       | 28’                                                                     |
| 29-4-1992                                                               | Užhorod                                                                 | Ucraina                                                                 | 1 – 3                                                                   | Ungheria                                                                | Amichevole                                                              | -                                                                       | 86’                                                                     |
| 12-5-1992                                                               | Budapest                                                                | Ungheria                                                                | 0 – 1                                                                   | Inghilterra                                                             | Amichevole                                                              | -                                                                       |                                                                         |
| 27-5-1992                                                               | Stoccolma                                                               | Svezia                                                                  | 2 – 1                                                                   | Ungheria                                                                | Amichevole                                                              | -                                                                       |                                                                         |
| 3-6-1992                                                                | Budapest                                                                | Ungheria                                                                | 1 – 2                                                                   | Islanda                                                                 | Qual. Mondiali 1994                                                     | -                                                                       |                                                                         |
| 26-8-1992                                                               | Budapest                                                                | Ungheria                                                                | 2 – 1                                                                   | Ucraina                                                                 | Amichevole                                                              | -                                                                       | 46’                                                                     |
| 9-9-1992                                                                | Lussemburgo                                                             | Lussemburgo                                                             | 0 – 3                                                                   | Ungheria                                                                | Amichevole                                                              | -                                                                       | 17’                                                                     |
| 23-9-1992                                                               | Budapest                                                                | Ungheria                                                                | 3 – 0                                                                   | Israele                                                                 | Amichevole                                                              | -                                                                       |                                                                         |
| 11-10-1992                                                              | Doha                                                                    | Qatar                                                                   | 1 – 4                                                                   | Ungheria                                                                | Amichevole                                                              | -                                                                       | 12’                                                                     |
| 13-10-1992                                                              | Doha                                                                    | Qatar                                                                   | 1 – 1                                                                   | Ungheria                                                                | Amichevole                                                              | -                                                                       | 61’                                                                     |
| 11-11-1992                                                              | Salonicco                                                               | Grecia                                                                  | 0 – 0                                                                   | Ungheria                                                                | Qual. Mondiali 1994                                                     | -                                                                       |                                                                         |
| 7-3-1993                                                                | Fukuoka                                                                 | Giappone                                                                | 0 – 1                                                                   | Ungheria                                                                | Kirin Cup 1993                                                          | -                                                                       | 32’                                                                     |
| 10-3-1993                                                               | Nagoya                                                                  | Stati Uniti                                                             | 0 – 0                                                                   | Ungheria                                                                | Kirin Cup 1993                                                          | -                                                                       | 37’                                                                     |
| 15-4-1993                                                               | Budapest                                                                | Ungheria                                                                | 0 – 2                                                                   | Svezia                                                                  | Amichevole                                                              | -                                                                       |                                                                         |
| 28-4-1993                                                               | Mosca                                                                   | Russia                                                                  | 3 – 0                                                                   | Ungheria                                                                | Qual. Mondiali 1994                                                     | -                                                                       |                                                                         |
| 29-5-1993                                                               | Dublino                                                                 | Irlanda                                                                 | 2 – 4                                                                   | Ungheria                                                                | Amichevole                                                              | -                                                                       | cap.                                                                    |
| 16-6-1993                                                               | Reykjavík                                                               | Islanda                                                                 | 2 – 0                                                                   | Ungheria                                                                | Qual. Mondiali 1994                                                     | -                                                                       | cap.                                                                    |
| 12-10-1994                                                              | Budapest                                                                | Ungheria                                                                | 0 – 0                                                                   | Germania                                                                | Amichevole                                                              | -                                                                       |                                                                         |
| 16-11-1994                                                              | Solna                                                                   | Svezia                                                                  | 2 – 0                                                                   | Ungheria                                                                | Qual. Euro 1996                                                         | -                                                                       |                                                                         |
| 8-3-1995                                                                | Budapest                                                                | Ungheria                                                                | 3 – 1                                                                   | Lettonia                                                                | Amichevole                                                              | -                                                                       | cap.                                                                    |
| 29-3-1995                                                               | Budapest                                                                | Ungheria                                                                | 2 – 2                                                                   | Svizzera                                                                | Qual. Euro 1996                                                         | -                                                                       |                                                                         |
| 30-4-1997                                                               | Zurigo                                                                  | Svizzera                                                                | 1 – 0                                                                   | Ungheria                                                                | Qual. Mondiali 1998                                                     | -                                                                       |                                                                         |
| 8-6-1997                                                                | Budapest                                                                | Ungheria                                                                | 1 – 1                                                                   | Norvegia                                                                | Qual. Mondiali 1998                                                     | -                                                                       |                                                                         |
| 11-10-1997                                                              | Helsinki                                                                | Finlandia                                                               | 1 – 1                                                                   | Ungheria                                                                | Qual. Mondiali 1998                                                     | -                                                                       | cap.                                                                    |
| 29-10-1997                                                              | Budapest                                                                | Ungheria                                                                | 1 – 7                                                                   | Jugoslavia                                                              | Qual. Mondiali 1998                                                     | -                                                                       | cap.                                                                    |
| Totale                                                                  |                                                                         | Presenze                                                                | 37                                                                      |                                                                         | Reti                                                                    | 3                                                                       |                                                                         |

## Palmarès

### Club

#### Competizioni nazionali
- Campionato ungherese: 3

MTK-VM Budapest: 1986-1987
MTK Budapest: 1996-1997
Hungária Budapest: 1998-1999
- Coppa d'Ungheria: 2

MTK Budapest: 1996-1997, 1997-1998